# Widget interactif
 (septembre 2010).
Si vous disposez d'ouvrages ou d'articles de référence ou si vous connaissez des sites web de qualité traitant du thème abordé ici, merci de compléter l'article en donnant les références utiles à sa vérifiabilité et en les liant à la section « Notes et références ».
Un widget interactif, une vignette active, une vignette interactive, un gadget logiciel ou un mini-logiciel est un outil disponible sur un système d'exploitation, une page web ou un blog. Les widgets interactifs proposent habituellement des informations ou des divertissements. Par exemple, certains affichent les cours de la bourse ou des informations météorologiques alors que d'autres permettent de jouer à des jeux vidéo généralement assez basiques comme Pong ou Space Invaders.

## Formats

### Widget de page d'accueil
Différents sites web permettent de se créer un espace entièrement personnalisable par blocs (les widgets). Ainsi, en paramétrant ce site comme page d'accueil du navigateur, les utilisateurs peuvent accéder directement aux informations qu'ils ont sélectionnées.
- iGoogle, service mis à disposition par le moteur de recherche Google - fermé le 1er novembre 2013[2],
- Netvibes, service concurrent propose le même type de fonction,
- Webwag, autre service développé en France, propose en plus une notion de convergence multiplateforme,
- Windows Live, service lancé par Microsoft pour son portail Live.com permet également la personnalisation de pages d'accueil avec widgets.

### Widget de bureau
Les formats dépendent de leurs logiciels (widget engine) et de leur opérabilité avec les systèmes d'exploitation. En voici quelques exemples :
- Widgets Microsoft (appelés gadgets) : ont été intégrés de façon transparente au système depuis la version Windows Vista (Windows Sidebar).
- Adobe AIR : la technologie Adobe AIR permet d'afficher des widgets sous Windows XP, Windows Vista, Mac OS X et Linux.
- Yahoo! Widget : disponible sous Mac OS X et Windows 2000 ou XP grâce au logiciel Konfabulator qui a inspiré les ingénieurs d'Apple pour la conception de Dashboard après un partenariat interrompu ; une grande variété de widgets sont librement téléchargeables dans la galerie de widgets ;
- Dashboard : développée par Apple, l'application est intégrée de façon transparente au système depuis la version Mac OS X 10.4, et activée via la touche F12 (par défaut) du clavier ;
- SuperKaramba : logiciel sous KDE Linux pour afficher des widgets ;
- GDesklets : logiciel sous Linux ;
- Screenlets : logiciel sous Linux ;
- Quicksilver sous Mac OS X;
- Samurize : sous Windows;
- Google Desktop : l'outil de recherche Google intégré au bureau offre un large choix de widgets ;
- Widgets de bureau autonomes: Ces widgets autonomes ne nécessitent pas de widget engine pour fonctionner (voir liens externes).
- Opera : le navigateur Opera permet d'afficher des widgets sous Windows XP, Windows Vista, Mac OS X et Linux.

### Widget de site web
Les widgets de site sont des éléments qui permettent aux administrateurs de rajouter des « modules » à leurs sites web. Utilisés principalement sur les blogs, ils permettent par exemple d'inclure dans la barre latérale des informations internes (ex. : les derniers commentaires) ou externes (ex. : les derniers billets d'un autre site). Lorsqu'ils apparaissent sur des pages d'intranet et qu'ils vérifient certaines règles de sécurité, les widgets sont appelés intradget.

### Widget mobile
Une catégorie en plein essor[Quand ?] est celle des widgets mobiles, disponibles sur les différentes plateformes de téléphone portable, ce support étant particulièrement bien adapté à la widgetisation.
- Djinngo mobile et Orange widgets développés par France Telecom - Orange, widget téléchargeable, galerie, pour mobile compatible java, J2ME, format VRML

### Widget physique
Un vrai assistant personnel externe à votre ordinateur et toujours connecté grâce à une connexion wi-fi : ce widget a en lui des données digitales de type service météo, lire à voix haute vos flux RSS préférés, les cours de la bourse, et interagit avec l'écosystème numérique de son propriétaire mais aussi son écosystème physique (la chambre, la maison dans laquelle il trône au milieu d'autres bibelots).
Ce type de widget est aussi appelé souvent Objet communicant.

## Les types de widgets
Étant donné que l'on peut créer un widget selon des besoins "ordinaires ou spécifiques", il existe une infinité d'utilisations des widgets. En voici quelques exemples :
- les afficheurs de flux RSS qui permettent d'afficher les dernières actualités d'un site ;
- les notes (post-it en anglais) ;
- les bulletins météo ;
- les horloges ;
- les calendriers ;
- horaires de train ;
- les mini-jeux ;
- la surveillance du système ;
- les contrôleurs d'applications (XMMS et Gaim) ;
- La recherche ;
- les jeux.